# Villanova Tulo
Villanova Tulo (sardinsky: Biddanòa'e Tùlu) je italská obec (comune) v provincii Sud Sardegna v regionu Sardinie. Nachází se ve výšce 600 metrů nad mořem a má přibližně 1 000 obyvatel. Rozloha obce je 40,45 km².